# Благоразумов, Николай Васильевич
Никола́й Васи́льевич Благоразумов (1836 — 21 декабря 1907 [3 января 1908], Москва) — российский богослов, магистр Санкт-Петербургской духовной академии, ректор Московской духовной семинарии в 1869—1892 годах. Протоиерей, впоследствии — протопресвитер Московского Успенского собора.

## Биография
Родился в семье сельского священника.
В 1857 году окончил Пензенскую духовную семинарию, в 1861 — Петербургскую духовную академию со степенью магистра богословия (диссертация «О постановлениях апостольских» защищена 1 (13) ноября 1861).
С 11 (23) сентября 1861 преподавал гражданскую историю в Пензенской духовной семинарии.
С 1862 года преподавал в Московской духовной семинарии — патристику и латинский язык, затем догматическое богословие и Священное Писание. В 1868 году составил «Проект преобразования учебной части в Московской семинарии». С 26 декабря 1863 (7 января 1864) одновременно служил священником в Николаевской церкви при доме семинарии.
С 7 (19) июня 1868 — законоучитель во 2-й московской военной гимназии; одновременно служил в Михаило-Архангельской церкви.
16 (28) мая 1869 избран ректором Московской духовной семинарии (утвержден Синодом 24 сентября), возведен в сан протоиерея. При его активном участии в семинарии было образовано братство святого Николая для помощи нуждающимся студентам. Одновременно в 1879—1894 годы — член совета Православного миссионерского общества.
С 16 (28) июля 1892 — протопресвитер кремлёвского Успенского собора; одновременно с 8 августа — член Московской синодальной конторы. С 30 декабря 1894 (11 января 1895) — настоятель Покровской церкви в Кудрине; с 10 (22) ноября 1895 — настоятель придворного Верхоспасского собора, благочинный московских придворных соборов и церквей.
С 1898 года состоял цензором журнала «Вера и Церковь».
Близкий друг архиепископа Николая Японского, после отъезда последнего в Японию состоял с ним в регулярной переписке.

## Избранные труды
- О постановлениях апостольских // Православное Обозрение. — 1862. — Т. 7, № 4. — С. 446—483; Т. 8, № 5. — С. 1-32; № 6. — С. 162—176; № 8. — С. 385—430.
- Слово в день рождения благочестивейшего государя имп. Александра Николаевича (произнесено в Московском Успенском соборе 17 апреля 1874 г.) // Душеполезное чтение. — 1874. — № 6. — С. 153—158.
- Святоотеческая христоматия. — М., 1883; 2-е изд. — 1895.
- Апологеты древнехристианской Церкви // Вера и Церковь. — 1899. — № 1. — С. 59-78; № 2. — С. 161—192; № 6. — С. 11-35; № 7. — С. 152—183.
- К вопросу о возрождении православного русского прихода. — М., 1904.

## Награды и признание
- орден Святого Владимира 4-й (1882), 3-й (1896) и 2-й (1906) степеней
- орден Святой Анны 1-й степени (1901)
- почётный член Московской духовной академии (19.10.1902)
- почётный член Общества любителей древней письменности (22.3.1905)
- ордена Сербии и Болгарии[1].

## Комментарии
1. ↑  Церковь Покрова Пресвятой Богородицы в Кудрине находилась на Кудринской площади; снесена в 1937 году.
 ·  Москва. Церковь Покрова Пресвятой Богородицы, что в Кудрине. Соборы.ру. Дата обращения: 13 октября 2018. Архивировано 13 октября 2018 года.